# Robert Klauß
Robert Klauß (* 1. Dezember 1984 in Eberswalde) ist ein deutscher Fußballtrainer, der selbst früher in der Oberliga Nordost gespielt hat.

## Laufbahn als Spieler
Als Spieler schaffte es Robert Klauß bis in die Oberliga Nordost und lief dort für verschiedene Vereine als Stürmer auf. Dort konnte er in 48 Spielen 15 Tore verzeichnen. Die meisten Spiele absolvierte er für den SSV Markranstädt. In der Saison 2009/10 stand er beim heutigen Bundesligisten RB Leipzig, der damals noch in der NOFV Oberliga Süd (5. Liga) spielte, unter Vertrag, absolvierte für die erste Herrenmannschaft aber nur ein Spiel. Am 30. August 2009 wurde er gegen Germania Halberstadt für sieben Minuten eingewechselt.
Im November 2021 kam Klauß nochmals für den Sachsenligisten SSV Markranstädt im Sachsenpokal zum Einsatz, als er bei einer 0:3-Niederlage gegen den Oberligisten Budissa Bautzen in der Schlussphase eingewechselt wurde. Im Oktober 2022 kam er kurz nach seiner Freistellung als Cheftrainer des 1. FC Nürnberg für den SSV Markranstädt in der sechstklassigen Sachsenliga zum Einsatz.

## Laufbahn als Trainer

### Jugend- und Co-Trainer in Leipzig
Zur Saison 2010/11 wurde Klauß Co-Trainer bei den C2-Junioren (U14) von RB Leipzig. Von 2012 bis 2014 war er Co-Trainer der C1-Junioren (U15), ehe er zur Saison 2014/15 die U14 als Cheftrainer übernahm.
Im Februar 2015 übernahm Klauß die B1-Junioren (U17), die in der B-Junioren-Bundesliga spielten, als Nachfolger von Achim Beierlorzer, der die Profimannschaft übernommen hatte. Er führte die U17 in der Saison 2014/15 zum Gewinn der Staffel Nord/Nordost, verlor aber in der Endrunde um die deutsche Meisterschaft mit seiner Mannschaft im Halbfinale gegen Borussia Dortmund. In der Saison 2015/16 belegte die U17 den 2. Platz in der Nord/Nordost-Staffel.
Zur Saison 2016/17 übernahm Klauß die zweite Mannschaft, die in der viertklassigen Regionalliga Nordost spielte. Er belegte mit der Mannschaft den 3. Platz, ehe sie vom Spielbetrieb abgemeldet wurde.
Zur Saison 2017/18 übernahm Klauß die A-Junioren (U19), die in der A-Junioren-Bundesliga spielten. Parallel absolvierte er den 64. Lehrgang zum Fußballlehrer, den er im März 2018 als Jahrgangsbester mit einem Schnitt von 1,0 abschloss. Mit der U19 beendete er die Saison auf dem 4. Platz der Nord/Nordost-Staffel.
Zur Saison 2018/19 wurde Klauß Co-Trainer von Ralf Rangnick bei der Profimannschaft. Zur Saison 2019/20 verlängerte er seinen Vertrag bis zum 30. Juni 2021 und assistierte fortan dem neuen Cheftrainer Julian Nagelsmann.

### 1. FC Nürnberg
Zur Saison 2020/21 übernahm Klauß die Zweitligamannschaft des 1. FC Nürnberg als Nachfolger des Interimstrainers Michael Wiesinger, unter dem der FCN zuvor in der Relegation den Abstieg in die 3. Liga verhindert hatte. Seine erste Saison als Chef-Trainer des Club beendete er mit der Mannschaft im Mittelfeld der Tabelle.
In der Saison 2021/22 war der 1. FCN unter seiner Regie lange Zeit ungeschlagen und wurde medial zum Mitstreiter im Aufstiegskampf angesehen. Der Club sowie Klauß nannten als Ziel eine Endplatzierung zwischen Platz 5 und 8, an erster Stelle stehe vor allem die Weiterentwicklung einer jungen Mannschaft. Dies gelang Klauß auch. Anfang Mai 2022 gab der 1. FC Nürnberg die Vertragsverlängerung von Klauß bekannt, zu diesem Zeitpunkt holte der FCN aus 66 Pflichtspielen unter seiner Leitung 95 Punkte.
In die Saison 2022/23 startete die Mannschaft schlecht. Nach dem 10. Spieltag stand man nach bereits 6 Niederlagen mit 10 Punkten auf dem 14. Platz. Insbesondere gegen den 1. FC Heidenheim (0:3), den Aufsteiger Eintracht Braunschweig (2:4) und zuletzt den Karlsruher SC (0:3) hatte die Mannschaft schwache Leistungen geliefert. Daher wurde Klauß Anfang Oktober 2022 freigestellt. Der Sportvorstand Dieter Hecking äußerte dazu: „Wir bedauern diese Entscheidung, aber sie ist unumgänglich gewesen. Robert hat hier über mehr als zwei Saisons einen guten Job gemacht. Allerdings war die Entwicklung in den zurückliegenden Wochen ganz und gar nicht zufriedenstellend. Die Art und Weise, wie die Mannschaft in Karlsruhe, aber auch schon in einigen Spielen zuvor aufgetreten ist, war nicht akzeptabel.“ Anfang Juni 2023 einigte sich Klauß mit dem 1. FC Nürnberg auf eine vorzeitige Vertragsauflösung seines noch bestehenden Vertrages.

### SK Rapid Wien
Im November 2023 unterschrieb Klauß beim österreichischen Rekordmeister SK Rapid Wien einen laufenden Zweijahresvertrag. Am Ende der Saison 2023/24 belegten die Wiener in der Bundesliga den vierten Rang, zudem zog man ins ÖFB-Cup-Finale ein, unterlag dort allerdings mit 1:2 dem späteren Meister SK Sturm Graz. In die Saison 2024/25 startete Rapid unter Klauß’ Leitung überraschend gut und wurde relativ lange als Titelkandidat gewertet. Im Cup scheiterte Rapid aber bereits im Achtelfinale an Zweitligist SV Stripfing, international qualifizierte man sich nach verlorenem Play-off in der Qualifikation zur UEFA Europa League für die UEFA Conference League. Nach dem Aus im Cup konnte Rapid an seine vorigen Leistungen nicht mehr anschließen und erreichte am Ende des Grunddurchgangs nur mit viel Mühe die Top 6 und damit die Meistergruppe. In der UECL erreichte Rapid das Viertelfinale, in dem man jedoch nach einer schwachen Leistung recht deutlich an Djurgårdens IF Fotbollsförening scheiterte. Im Jahr 2025 konnten bis Mitte April lediglich fünf Siege aus 14 Pflichtspielen eingefahren werden, neun Mal ging die Elf von Robert Klauß als Verlierer vom Platz. Aufgrund der schwachen Leistungen in der Bundesliga wurde der Deutsche im April 2025 entlassen.

## Titel
- Meister der B-Junioren-Bundesliga Nord/Nordost: 2015

## Trivia
2015 war Robert Klauß Kandidat in der Spielshow Schlag den Raab. Dort musste er sich Stefan Raab im Duell um 500.000 Euro geschlagen geben.